# Institutions financières internationales
Pour les articles homonymes, voir IFI.
Une institution financière internationale (IFI) est une institution financière, généralement non privée, qui apporte des financements aux gouvernements des pays en difficulté ou au secteur privé de pays où l'on veut favoriser l'investissement. 

## Institutions de Bretton Woods
Les accords de Bretton Woods signés le 22 juillet 1944 à Bretton Woods aux États-Unis ont permis de créer le FMI et la BIRD, pour la reconstruction de l'Europe et la surveillance de la stabilité financière internationale. La BIRD, surnommée Banque Mondiale par les journalistes, s'est constituée dans les années suivantes en Groupe Banque Mondiale qui regroupe ses "branches" successivement créées (AID, SFI, AMGI, ICSID)
| Création | Nom                                                                                                   | Nom anglais                                                       | Adresse www | Notes                                               | Siège                             |
| -------- | --- | ----------------------------------------------------------------- | --- | --------------------------------------------------- | --------------------------------- |
| 1944     | FMI, Fonds monétaire international                                                                    | IMF International monetary fund                                   | https://www.imf.org | Agence spécialisée de l'ONU                         | Washington (district de Columbia) |
| 1944     | BIRD, Banque internationale pour la reconstruction et le développement                                | IBRD International Bank for Reconstruction and Development        | http://www.banquemondiale.org http://www.worldbank.org | Groupe Banque mondiale, Agence spécialisée de l'ONU | Washington (district de Columbia) |
| 1956     | SFI, Société financière internationale                                                                | IFC International Financial Corporation                           | http://www.ifc.org | Groupe Banque mondiale                              | Washington (district de Columbia) |
| 1960     | AID, Association internationale de développement                                                      | IDA International Development Association                         | http://www.banquemondiale.org/ida | Groupe Banque mondiale                              | Washington (district de Columbia) |
| 1966     | CIRDI Centre international pour le règlement des différends relatifs aux investissements              | ICSID, International Centre for Settlement of Investment Disputes | http://icsid.worldbank.org/ICSID/Index.jsp | Groupe Banque mondiale                              | Washington (district de Columbia) |
| 1988     | AMGI, Agence multilatérale de garantie des investissements                                            | MIGA Multinational Investment Guarantee Agency                    | http://www.miga.org | Groupe Banque mondiale                              | Washington (district de Columbia) |
| 30/10/47 | Accords du General agreement on tariffs and trade, qui seront la base de la création de l'OMC en 1995 | GATT General agreement on tariffs and trade                       | http://www.wto.org/english/docs_e/legal_e/06-gatt_e.htm « http://wto.org »(Archive.org • Wikiwix • Archive.is • Google • Que faire ?) Le GATT est un accord, non une organisation. L'Organisation mondiale du commerce n'est pas une agence de l'ONU. | Genève pour OMC                                     |                                   |

## Banques de développement régionales
Ce sont des institutions qui ont des fonctions similaires à la Banque Mondiale, avec une zone d'action régionale. 
| Création | Nom                                                               | Nom anglais                                           | Adresse www             | Notes | Siège                            |
| -------- | ----------------------------------------------------------------- | ----------------------------------------------------- | ----------------------- | --- | -------------------------------- |
| 1959     | BID Banque interaméricaine de développement                       | IDB Inter-American Development                        | http://www.IADB.org     | Amérique latine, Caraïbes                                                                                   | Washington                       |
| 1964     | BAD Banque africaine de développement                             | AFDB African Development Bank                         | http://www.afdb.org     | Afrique | Abidjan                          |
| 1966     | BAsD Banque asiatique de développement                            | ADB Asian Development Bank                            | http://www.adb.org      | Asie | Manille                          |
| 29/5/91  | BERD Banque européenne pour la reconstruction et le développement | EBRD European Bank for Reconstruction and Development | http://www.ebrd.com/fr/ | Créée pour faciliter le passage à une économie de marché dans les pays d'Europe centrale et orientale.      | Londres                          |
| 16/4/56  | BDCE Banque de développement du Conseil de l'Europe               | CEB Council of Europe Development Bank                | http://www.coebank.org  | Organisation coordonnée, promeut la cohésion sociale en Europe                                              | Paris                            |
| 14/11/73 | BOAD Banque ouest-africaine de développement                      | West African Development Bank                         | http://www.boad.org     | Union économique et monétaire ouest-africaine, Cf.Banque centrale des États de l'Afrique de l'Ouest         | Lomé                             |
| 1975     | BDEAC Banque de développement des États de l'Afrique Centrale     | Central African Development Bank                      | http://www.bdeac.org    | Communauté économique et monétaire de l'Afrique centrale (CEMAC), Cf.Banque des États de l’Afrique centrale | Brazzaville, République du Congo |

## Agences/Institutions de développement bilatérales
Les banques de développement bilatérales sont des institutions créées par un ou plusieurs pays pour financer le développement de projets dans des pays en développement ou émergeant. 

Par exemple :
- la Banque de développement des Pays-Bas (Nederlandse Financierings-Maatschappij voor Ontwikkelingslanden)[1], basée à La Haye ;
- la banque allemande de développement DEG Deutsche Investitions- und Entwicklungsgesellschaft[2] ;
- Agence française de développement, la Caisse des dépôts.

## Autres institutions financières
| Création  | Nom                                                 | Nom anglais                               | Adresse www | Notes                                                        | Siège                    |
| --------- | --------------------------------------------------- | ----------------------------------------- | --- | ------------------------------------------------------------ | ------------------------ |
| 1998      | BCE Banque centrale européenne                      | ECB European Central Bank                 | http://www.ecb.int |                                                              | Francfort-sur-le-Main    |
| 17/5/1930 | BRI Banque des règlements internationaux            | BIS Bank of International Settlements     | http://www.bis.org | La banque des banques centrales                              | Bâle                     |
|           | Association des Banques Centrales Africaines (ABCA) | Central African Central Banks Association | |                                                              |                          |
|           | BEI Banque européenne d'investissement              | EIB European Investment Bank              | « http://www.eib.org »(Archive.org • Wikiwix • Archive.is • Google • Que faire ?) institution établie par les membres de l'Union européenne, a pour principal but d'emprunter sur les marchés financiers pour financer des projets au sein de l'Union Européenne | Luxembourg                                                   |                          |
|           | Banque de développement de la Mer Noire             | Black Sea Development Bank                | |                                                              |                          |
| 10/7/70   | Banque Internationale d'Investissement du Comecon   | International Investment Bank of Comecon  | | Établie par les pays de l'ancienne URSS et des pays de l'est | Moscou                   |
| 1975      | Banque islamique de développement                   | Islamic Development Bank                  | |                                                              | Djeddah, Arabie saoudite |
|           | Banque nordique d'investissement                    | NIB Nordic Investment Bank                | |                                                              | Helsinki, Finlande       |